# 런던탑의 두 왕자

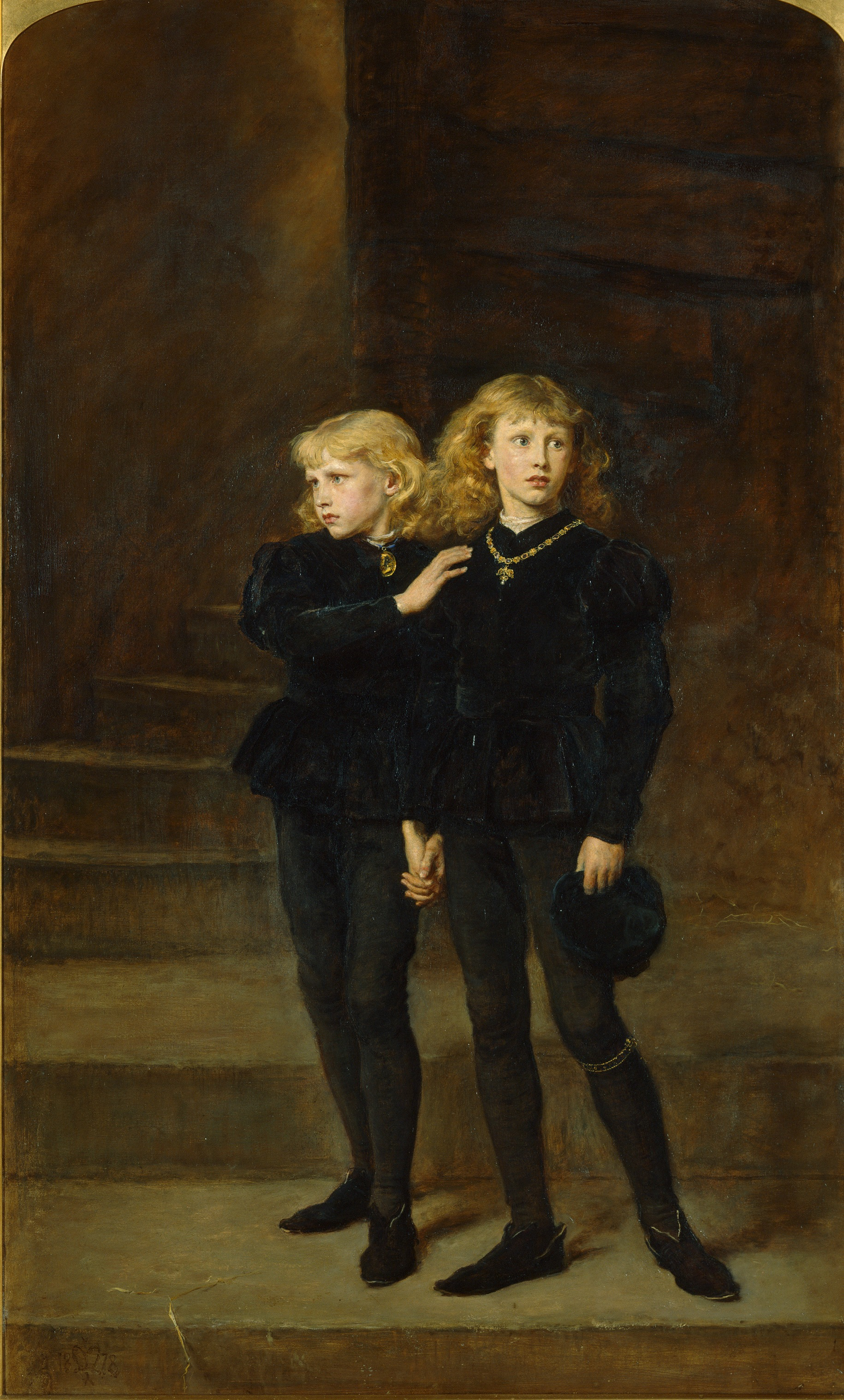
《1483년 런던탑의 두 왕자 에드워드와 리처드》, 존 에버럿 밀레이의 1878년 작품. 로열 홀러웨이 소장.

런던탑의 두 왕자(Princes in the Tower)는 리처드 3세에 의해 런던탑에 갖혔다가 실종된 에드워드 5세와 요크 공작 슈루즈베리의 리처드를 가리키는 말이다. 에드워드 4세의 아들인 두 형제는 삼촌이자 호국경이었던 글로스터 공작 리처드에 의해 런던탑에 갇혔다가 행방을 알 수 없게 되었다. 실종 당시 에드워드 5세는 12 세, 요크공 리처드는 9세에 불과하였다. 에드워드 5세는 대관식을 앞두고 있었으나 실종되어 왕위는 리처드 3세에게 넘어갔다.
런던탑에서 두 소년에게 무슨 일이 있었는지는 확실히 밝혀진 것이 없다. 그러나 앞뒤의 정황을 보면 살해당하였을 것으로 여겨진다. 당대에도 리처드 3세가 왕위를 탐해 조카들을 죽였다는 소문이 돌았다. 둘은 아마도 1483년 어느날 죽임을 당했을 것이다. 직접 살해에 가담한 사람에 대해서는 여러 가지 설만 있을 뿐이다. 그 중에는 제2대 버킹검 공작 헨리 스태퍼드나 헨리 7세를 지목하는 설이 있다. 둘이 암살을 피해 탈출하여 신분을 숨긴채 살았다는 설도 있다.
두 소년이 암살을 피해 탈출하였다는 소문은 반란의 명분이 되기도 하였다. 1487년 렘버트 심넬은 자신이 요크공 리처드라 주장(나중에 제17대 워윅 백작 에드워드 플랜태저넷이라고 바꿈)이라 주장하며 왕위를 요구하였다. 1491년 왕위를 요구하다 1497년 사로잡힌 퍼킨 워벡은 자신이 플랑드르로 망명하였던 요크공 리처드라고 주장하였다. 두 왕자의 고모였던 요크 공녀 마거릿은 워벡이 자신의 조카가 맞다고 주장하기도 하였다.
1674년 런던탑에서 공사를 하던 인부들이 두 사람의 유골이 든 나무상자를 발견하였다. 런던탑의 돌계단 밑에 있던 유골 상자가 발견되자 당시 사람들은 이것이 어린 왕자들의 유해라고 믿었지만, 증명할 수 있는 것은 아무것도 없었다. 찰스 2세는 이 유골을 웨스트민스터 사원에 매장하였고, 오늘날에도 그곳에 묻혀있다.

## 배경

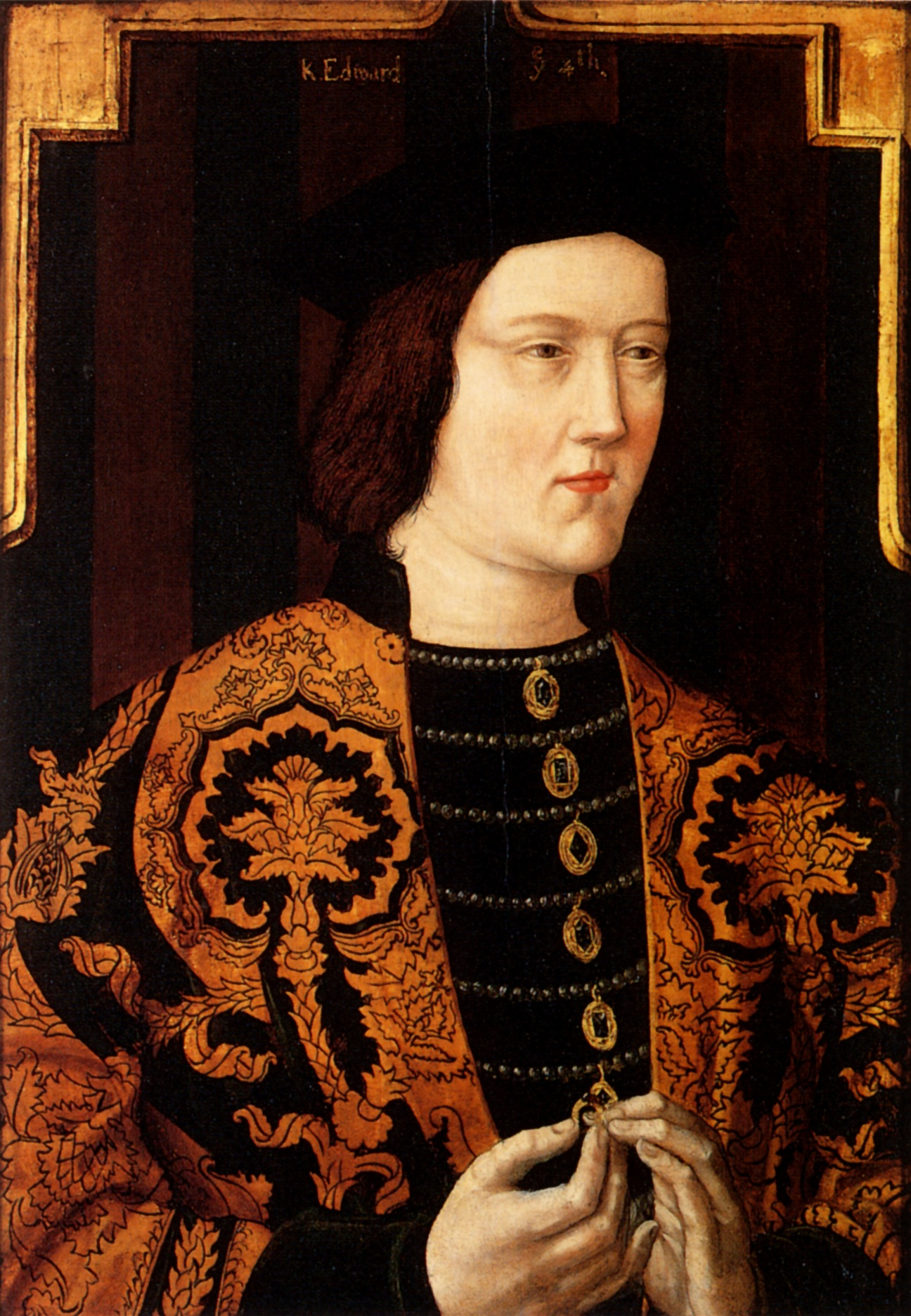
두 왕자의 부친 에드워드 4세
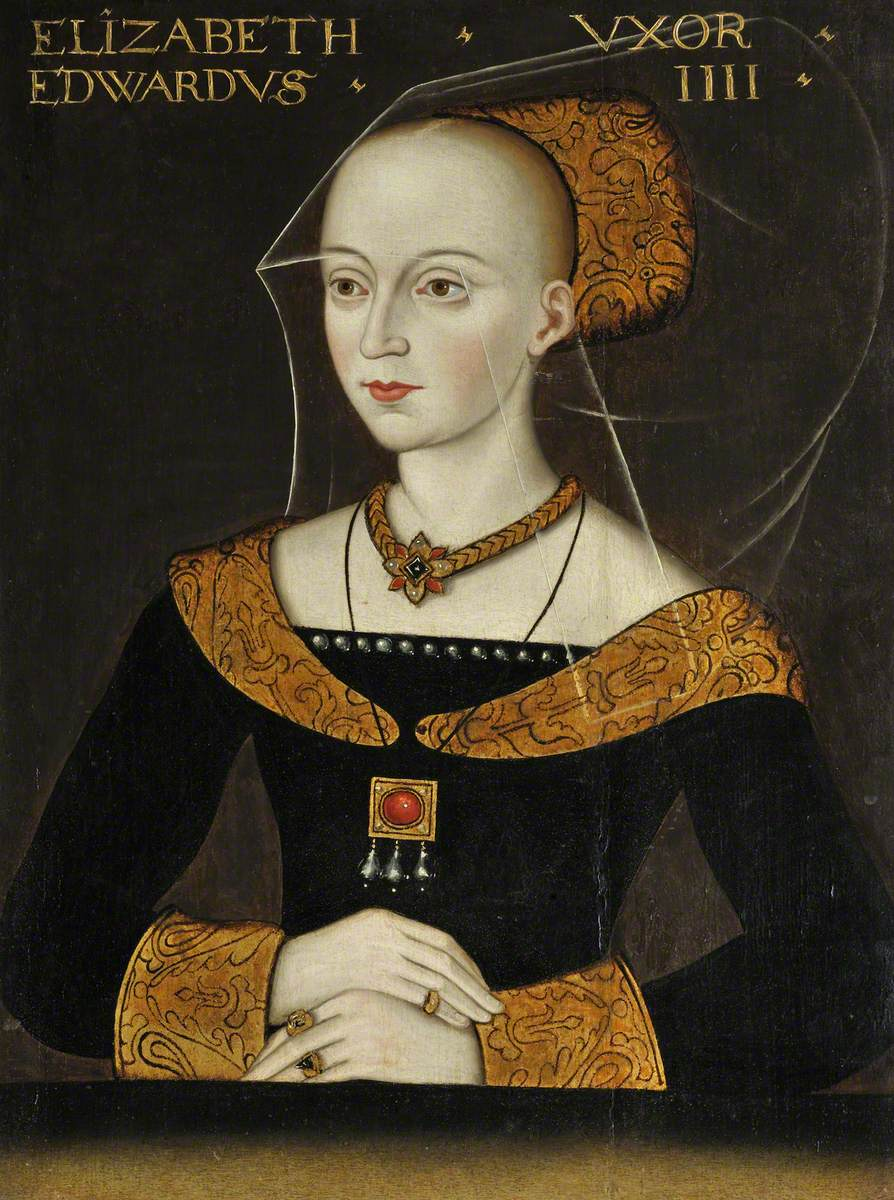
두 왕자의 모친 엘리자베스 우드빌
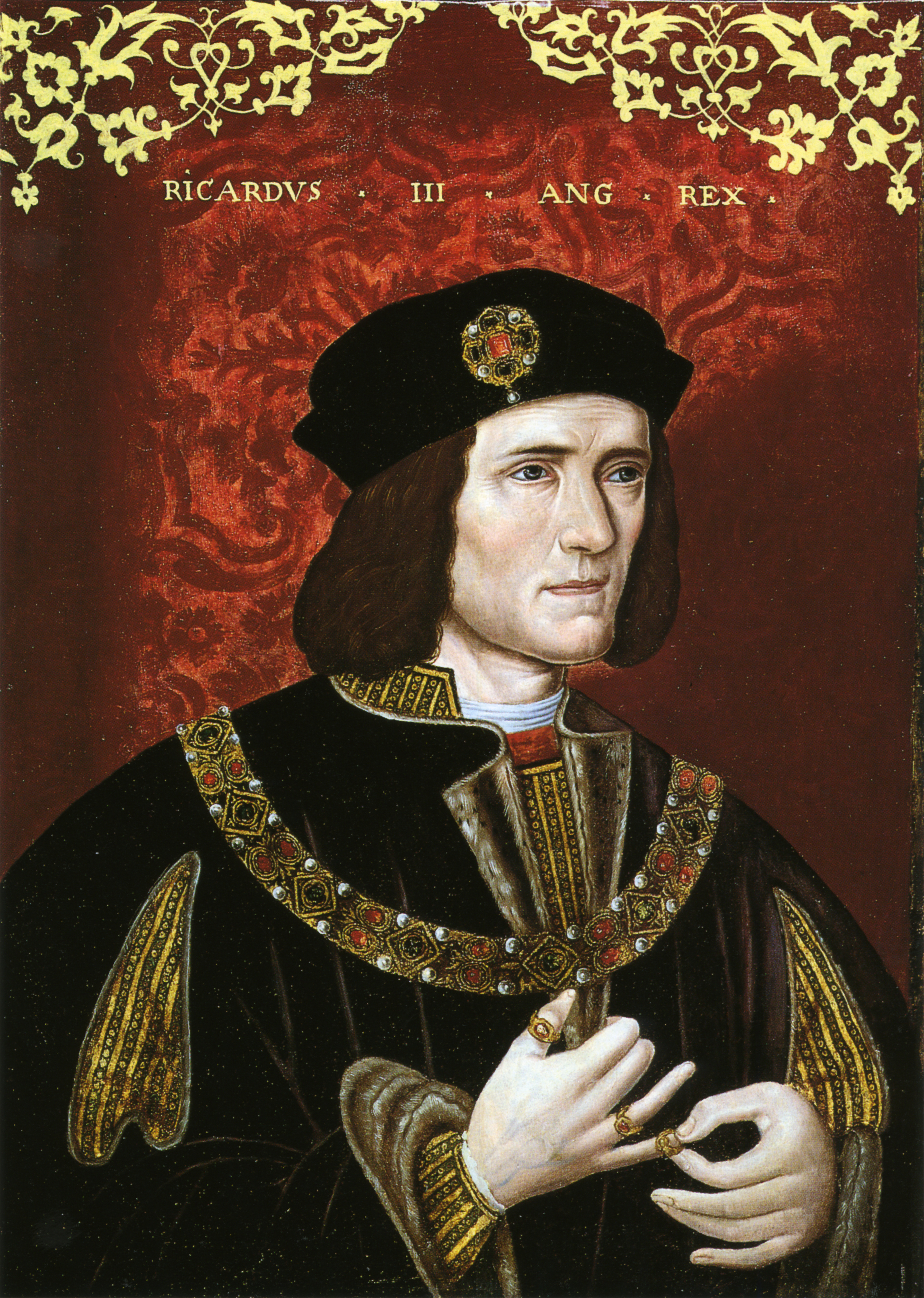
두 왕자의 삼촌이자 왕위를 가로챈 리처드 3세
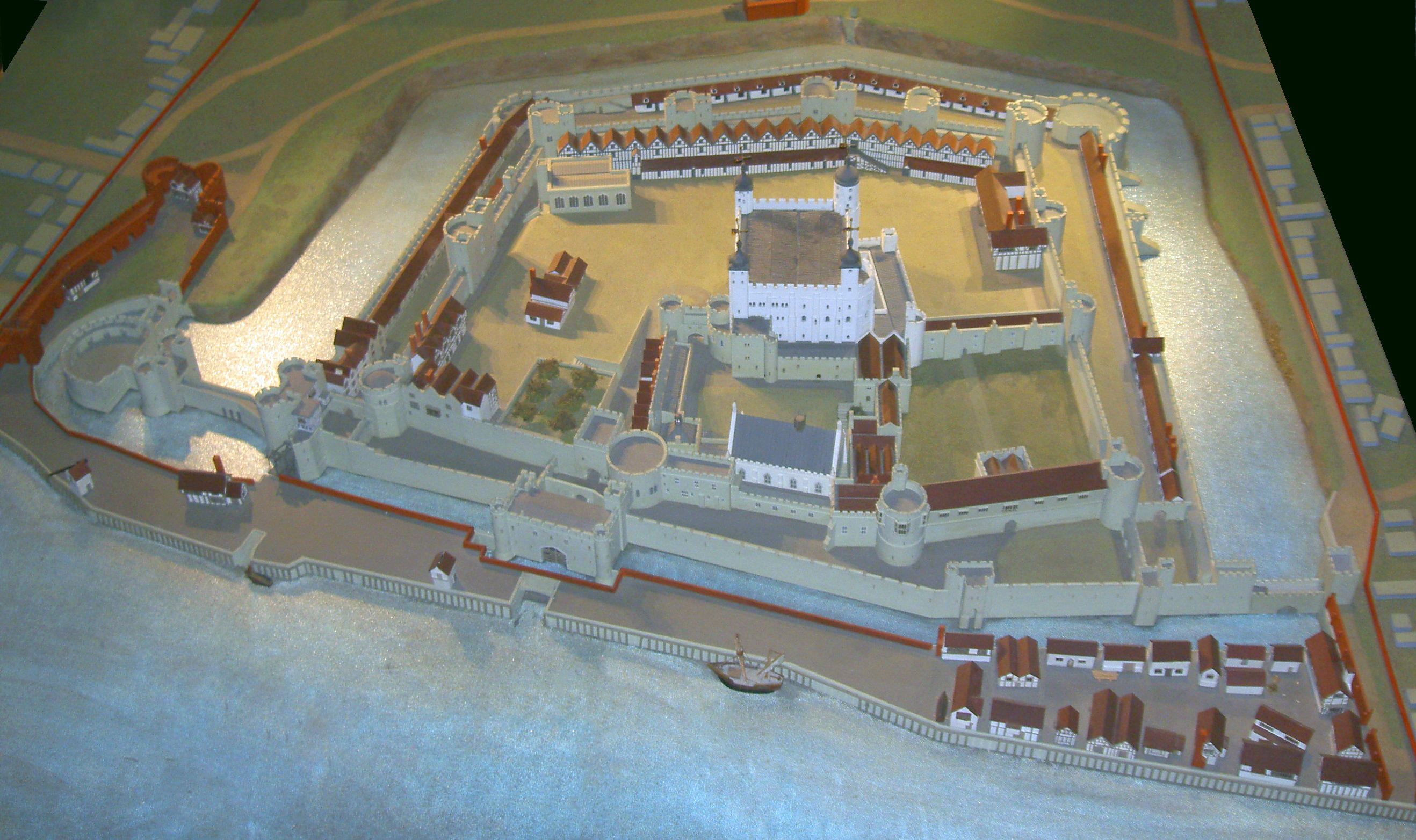
14세기 당시의 모습을 재현한 런던탑 모형

1483년 4월 9일 에드워드 4세가 3주 동안 앓다가 급서하였다. 당시 에드워드 4세의 장자 에드워드 5세는 러들로 성에 있었고, 에드워드 4세의 동생인 글로스터 공작 리처드는 요크셔의 미들햄 성에 있었다. 국왕이 급서하였다는 소식이 글러스터 공작에게 전해진 것은 4월 15일 이었다. 리처드는 아마도 에드워드 4세의 병세를 알고 있었을 것이다. 소식을 들은 글러스터 공작은 요크 민스터로 가서 "새 국왕에 대한 충성"을 서약하였다. 크로이랜드 연대기는 에드워드 4세가 죽기 전에 글러스터 공작 리처드를 호국경으로 임명하였다고 기록하고 있다. 에드워드 4세의 명을 아무런 하자가 없을 지 몰라도 "헨리 5세의 전례를 볼 때 추밀원은 숨을 거둔 국왕의 유언을 따르지 않는 경우도 있었다."
에드워드 5세와 글러스터 공작 리처드는 4월 29일 런던 북쪽 외곽인 스토니 스트랫퍼드에서 만났다. 이날 아침 글러스터 공작은 에드워드 5세의 외삼촌 제2대 리버스 백작 앤서니 우드빌과 이복형제 리처드 그레이를 포함한 수행원들을 구금하였다 이들은 요크셔 서부의 폰터프랙트 성으로 보내졌고 6월 25일 참수당했다. 글러스터 공작은 직접 에드워드 5세를 자기 수중에 넣고 새 국왕의 동생 요크공 슈르즈베리의 리처드는 두 소년의 모친인 엘리자베스 우드빌이 데리고 있도록 하였으며, 에드워드 4세와 우드빌 사이의 딸들은 웨스트민스터 사원으로 보내 비호받도록 하였다.
글러스터 공작 리처드는 에드워드 5세와 함께 런던에 입성하였지만, 에드워드 5세의 대관식은 5월 4일에서 6월 25일로 연기되었다. 1483년 5월 19일 에드워드 5세는 전통적으로 국사범을 가두던 런던탑에 구금되었다. 6월 16일 그때까지 비호를 받아오던 요크공 리처드 역시 형과 함께 런던탑에 갖히게 되었다. 이 즈음 에드워드 5세의 대관식 준비는 삼촌 글러스터 공작이 진행하고 있었다. 6월 22일 일요일 세인트 폴 대성당에서 이루어진 예배에서 글러스터 공작 리처드만이 요크 왕가의 정당한 후계자라는 설교가 있었다. 6월 25일 "한 무리의 귀족과 기사, 젠틀리"가 리처드 3세를 새로운 왕으로 추대하였다. 의회는 즉각 두 왕자의 지위를 불법적인 것이라 규정하였고, 이듬해인 1484년 티툴루스 레기우스(라틴어: Titulus Regius, 왕실 작위법)로 알려진 의회법을 제정하여 에드워드 4세와 엘리자베스 우드빌의 결혼이 무효라고 선언하였다. 이 법은 에드워드 4세가 엘리자베스 우드빌과 혼인하기 전 이미 엘러너 탤벗과 혼인 약조가 있었기 때문에 엘리자베스 우드빌과의 결혼은 중혼을 금지한 법령에 따라 무효라는 글로스터 공작 리처드의 주장을 정당화하였다. 에드워드 4세와 우드빌의 결혼이 무효라면 그 자녀 역시 혼인에 의한 적자가 아닌 사생아라는 의미가 되므로 에드워드 5세와 요크공 리처드의 왕위 계승권도 사라지게 된다. 7월 3일 글로스터 공작은 대관식을 갖고 리처드 3세로 즉위하였다. 로즈메리 호럭스는 이 법이 법리상 소급입법금지를 위반하였다고 지적한다.

## 실종
리처드 3세 즉위 당시 잉글랜드에 머무르고 있던 이탈리아의 수사 도미니크 마치니는 훗날 《리처드 3세의 왕위 찬탈》을 저술하였는데, 이 글에서 마치니는 한 의사가 런던탑에 들어가 에드워드 5세를 만난 뒤 전한 이야기를 싣고 있다. 당시 에드워드 5세는 "희생당할 준비가 된 피해자와 같이 매일 고해성사를 하며 자신의 죄를 참회하고 용서를 구했는데 자신의 죽음이 임박했다고 믿었기 때문이었다." 당시 의사의 기록으로는 라틴어로 쓰인 "아르젠티누스 메디쿠스"(Argentinus medicus)가 전해 오는데 애초에 "스트라스부르에서 온 의사"라고 번역되어 왔지만 D.E. 로데는 "의사 아르젠틴"이 원제에 가까운 번역이라 제안하면서 이 기록을 남긴 사람을 훗날 킹스 칼리지에서 교수로 재직하고 헨리 7세의 장남 웨일스 공 아서를 치료하기도 하였던 존 아르젠틴일 것으로 추정하였다.
에드워드 5세는 동생 요크공 리처드를 다시 만난 뒤 런턴탑의 뜰에서 함께 노는 모습이 보이기도 하였지만 1483년 여름이 지난 뒤 아무도 그들의 모습을 보지 못하였다. 이해 7월 말 둘을 탈출시키려는 시도가 있었으나 실패하였다. 그 뒤 어찌 되었는 지는 여전히 수수께끼로 남아있다.
다수의 역사학자들은 두 왕자가 살해되었을 것으로 추정한다. 살해되었다면 그 시기는 아마도 리처드 3세가 즉위한 직후인 1483년 늦여름 쯤이 될 것이다. 영국의 중세사 전문 사학자였던 머리스 킨은 "에드워드 5세와 그의 동생을 구하려는 시도는 너무 늦었다"며 리처드 3세가 아닌 헨리 튜더가 두 왕자의 살해에 모종의 관련이 있다고 추측하였다. 그는 훗날 헨리 7세가 되는 헨리 튜더가 버킹검 공작을 끌어들여 저지른 일일 것이라고 주장했는데 "버킹검 공작은 당시 런던탑에서 두 왕자가 죽었다면 반드시 그 일을 알게 되는 위치"에 있었기 때문이다. 앨리슨 웨어는 두 왕자의 사망일을 9월 3일 무렵으로 추정하였지만 이 주장은 "그 근거가 확실하지 않다"는 비판을 받았다. 클레먼츠 마컴은 1484년 7월까지는 두 왕자가 살아있었을 것으로 보는데 리처드 3세의 집사가 당시 "어린이는 반드시 함께 아침 식사를 해야 함"이라고 지시한 것을 근거로 삼고 있다. 그러나 제임스 게어드너는 집사가 말한 어린이가 두 왕자를 뜻하는 것인지 명확치 않다고 지적하였다. 당시 리처드 3세는 두 왕자 이외에도 제1대 클라렌스 공작 조지 플랜태저넷의 아들 워윅 백작 에드워드와 에드워드 4세의 두 어린 딸 캐서린과 브리짓 역시 따로 감독하고 있었기 때문이다.

## 증거

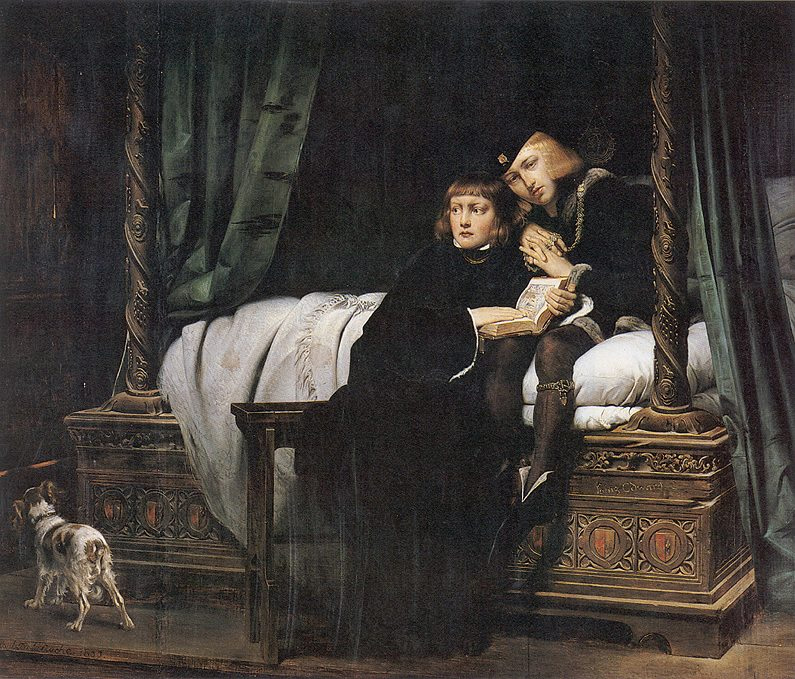
19세기 프랑스 낭만주의 화가 폴 델라로시가 그린 《런던탑의 에드워드 5세와 요크공》. 에드워드 5세는 가터 훈장을 단 모습으로 그려졌다. 런던탑의 두 왕자는 19세기 무고한 어린이의 죽음이라는 주제로 자주 다루어졌다.

실종이 곧 살해를 의미한다는 어떤 증거도 없지만 두 왕자가 사라지자 살해당했다는 소문이 빠르게 퍼져나갔다. 런던탑의 두 왕자에 대한 기록은 도미니크 마치니의 것과 헨리 튜더의 것 둘 밖에 없는데, 마치니의 기록은 1934년이 되어서야 발견되었기 때문에, 당대에서 지금까지 알려진 이야기는 튜더 왕가의 입장을 대변하는 것이었다.
런던탑에서 발견되어 웨스트민스터 사원에 묻힌 유해 말고도 윈저 성의 성 조지 예배당에서 발견된 유해가 두 왕자의 것이라는 주장이 있다. 2013년 웨스트민스터 사원은 매장되어 있는 유해의 DNA 감식 요청을 거부하였다.

### 소문
실종 후 두 왕자가 살해되었다는 소문은 당대부터 계속되었다. 프랑스에서도 두 왕자가 살해되었다는 소문이 돌았고, 1484년 1월 프랑스 대법관 길라움 드 로세포르는 실종된 에드워드 5세의 또래 나이로 당시 13세였던 프랑스 왕 샤를 8세의 안위를 염려하여 삼부회를 소집하였다. 로세포르를 비롯하여 소집된 프랑스 정치인들은 하나 같이 리처드 3세가 에드워드 5세를 살해하고 왕위를 찬탈했다고 여겼다. 그러나 1500년 무렵 프랑스의 비망록에서는 두 왕자를 직접 죽음으로 몰아넣은 인물로 버킹검 공작을 지목하고 있다.
두 왕자의 실종 당시 작성된 기록은 1483년 11월까지 런던에 머물렀던 마치니의 것이 유일하고 크로이랜드 연대기는 사건이 있은 지 3년 뒤에, 그리고 프랑스의 비망록은 17년이나 지나서 작성된 것이다. 마치니의 기록이 발견되자 마컴은 그 동안 알려져 왔던 기록들이 잘못된 것일 수 있다고 보았다. 이를테면 리처드 3세가 직접 명령을 내렸다는 크로이랜드 연대기의 서술은 캔터버리 대주교 존 모턴의 추측이 반영된 것이라는 것이다.

### 초기 문헌
리처드 3세
그대가 내 친구를 죽였나?
티렐
예 폐하;
그러나 제가 죽인 것은 폐하의 적입니다.
리처드 3세
왜 그 둘은 지독한 적이 되어,
내 휴식을 방해하고, 잠조차 깊이 들수 없게 하였는가.
내가 처리하라고 한 대로 되었나?
티렐, 탑에 있는 그 새끼들 말이야.
– 윌리엄 셰익스피어 《리처드 3세》,  4막 2장 

16세기 포목상 로버트 파비얀이 쓴 《런던 연대기》는 두 왕자의 실종이 있은 지 30년이 지나 작성된 것으로 리처드 3세가 둘을 죽였다고 기록하고 있다.
튜더 왕조 시기 정치가인 토머스 모어는 1513년 무렵 쓴 《리처드 3세 시기의 역사》에서 리처드 3세의 명을 받아 두 왕자를 살해한 자의 이름이 제임스 티렐이었다고 적었다. 리처드 3세의 왕실 하인이었던 티렐은 1502년 반역죄로 처형되면서 두 왕자를 자신이 죽였다고 자백하였다. 모어는 티렐이 마일스 포레스트와 존 디턴을 대동하고 두 왕자의 침실에 들어가 베개로 눌러 질식시켜 죽인 다음 "성곽의 돌계단 아래 묻었다"가 비밀리에 다른 곳으로 옮겨 매장하였다고 기록하였다.
이탈리아의 인문학자 폴리도르 베르길도 1513년 무렵 저술한 《잉글랜드의 역사》(Anglica Historia)에서 티렐이 두 왕자를 죽였으며 이는 리처드 3세의 명령에 의한 것이라고 썼고, 리처드 3세가 "반대자들을 낙담시키기 위해" 소문을 퍼뜨렸다고 보았다.
16세기 후반 작성된 《홀린세드의 연대기》 역시 리처드 3세의 명령으로 두 왕자가 살해되었다고 기록하고 있으며, 훗날 윌리엄 셰익스피어는 이 연대기를 토대로 희곡 《리처드 3세》를 집필하였다. 《리처드 3세》 4막 2장에서 두 왕자는 리처드 3세의 명을 받은 티렐에 의해 살해된다. 영국의 중세사학자 A. J. 폴라드는 셰익스피어의 희곡이 창작물임은 말할 것도 없고, 그 바탕이 된 연대기 역시 역사적 사실의 기록이라기 보다는 정치적 선동을 목적으로 한 글이라고 여겼다. 모어의 저작 역시 역사를 거울삼아 도덕을 지켜야한다는 취지에서 이 사건을 언급 한 것으로 셰익스피어는 모어의 글 역시 희곡의 소재로 참고하였다.

### 시신

#### 런던탑
1675년 런던탑을 개축하던 인부들이 작은 인간의 유해가 담긴 나무상자를 발견하였다. 유해는 화이트 타워의 예배실로 이어지는 돌계단 밑에 10 피트 깊이로 매장되어 있었다. 런던탑에서 어린이의 유해가 발견된 일이 처음은 아니었지만 성곽 아래 함께 묻힌 두 어린이의 시신이란 점을 감안할 때 에드워드 5세와 요크공 리처드의 상황과 잘 들어맞았다. 폴라드는 이 유해를 두 왕자의 것이라 확정할 수 있다고 서술하였다. 이 유해가 두 왕자의 것이라는 근거는 모어가 서술한내용과 일치하기 때문이지만, 모어는 나중에 이장되었다는 말도 덧붙였다. 작성자를 알 수 없는 보고서에는 인부들이 발굴한 상자에서 유골과 함께 벨벳으로 만든 옷감이 나왔다고 기록되어 있다. 벨벳으로 된 옷을 입었다면 최소한 매우 높은 신분이었으리라고 추정할 수 있다. Four years after their discovery, 유해 발견 당시 잉글랜드의 국왕은 찰스 2세였고 그는 발견된 유해를 웨스트민스터 사원의 헨리 7세 성모 예배당에 안치하도록 명령했다. 크리스토퍼 렌이 두 왕자를 위한 기념물을 제작하였다고 한다.
웨스트민스터 사원의 기록 담당자 로렌스 태너에 의하면 해부학자이자 치과협회 의장이었던 윌리엄 라이트 교수가 실험을 위해 유골을 조사했다고 한다. 라이트는 유골이 두 어린이의 것으로 실종 당시 두 왕자의 나이와 같다고 결론지었다. 발견 당시 유골은 닭과 같은 다른 동물들의 뼈와 섞여 있었고 많은 부위가 유실되었으나 머리뼈와 치아가 온전히 달린 아래턱뼈는 남아있었다. 뼈들의 상당수가 부러져 있었는데 이는 발견 당시 인부가 거칠게 발굴하였기 때문이다. 그러나 이 실험 결과는 두 어린이의 유골이라는 것을 확인할 수 있을 뿐이고 이들이 진짜 두 왕자인지 아니면 최소한 남녀 구분이 되는 지도 밝혀내지는 못하였다.
이후 웨스트민스터 사원의 유골에 대한 과학적 조사는 더 이상 없었으며 웨스트민스터 사원은 만약 추출 가능한 DNA가 남아있다면 검사해 보자는 제안을 거절하였다. 폴라드는 DNA 검사와 탄소동위법으로 유골의 연대를 밝히더라도 사인이나 살해자의 신원을 밝힐 수는 없다고 지적했다.

#### 성 조지 예배당
1789년 윈저 성의 성 조지 예배당에 있던 에드워드 4세와 엘리자베스 우드빌의 지하 석실 무덤이 무너져내렸다. 이 때 둘의 무덤 근처에서 작은 석실이 발견되는데 여기에 신원을 알 수 없는 두 어린이의 유골이 있었다. 그러나 이 유골에 대한 조사는 이루어지지 않았다. 작은 석실 무덤은 에드워드 4세와 엘리자베스 우드빌 사이의 다른 자식들 - 2살에 사망한 베드퍼드공 조지와 14살에 죽은 딸 메리의 것으로 알려져 있다. 이 둘은 모두 에드워드 4세가 살아있을 때 사망하였다. 성 조지 예배당의 다른 곳에서 조지 플랜태저넷과 메리 플랜태저넷의 이름이 새겨진 왕실 무덤이 발견되면서 지하 석실 무덤의 주인에 대한 의혹이 제기되었다. 혹시 런던탑의 두 왕자가 살해 된 뒤 여기에 묻힌 것은 아닌가 하는 의문이었다. 그러나, 에드워드 4세가 살아 있을 당시 사망한 자녀들을 그의 사후 이장하였을 가능성이 있다.
1990년대에 들어 에드워드 4세의 무덤 주변의 예배당 바닥에서 낡은 보일러를 교체하는 공사를 하다가 윈저 성의 역대 주교와 사제를 위한 전당에서 두 어린 유골의 지하 석실로 이어지는 틈을 발견하였다. 내시경 검사와 같은 장비를 이용하면 신원을 밝힐만한 것이 있는 지 조사가 가능하다는 의견이 제기되었으나 영국 왕실은 왕가의 무덤을 열어재끼기 보다는 풀리지 않는 "중세의 수수께기"로 그냥 남겨두기를 희망하였다. 2012년 레스터 발굴이 이루어질 때에도 조사가 건의되었으나 엘리자베스 2세는 왕가의 수장으로서 이를 거절하였다.

## 가설

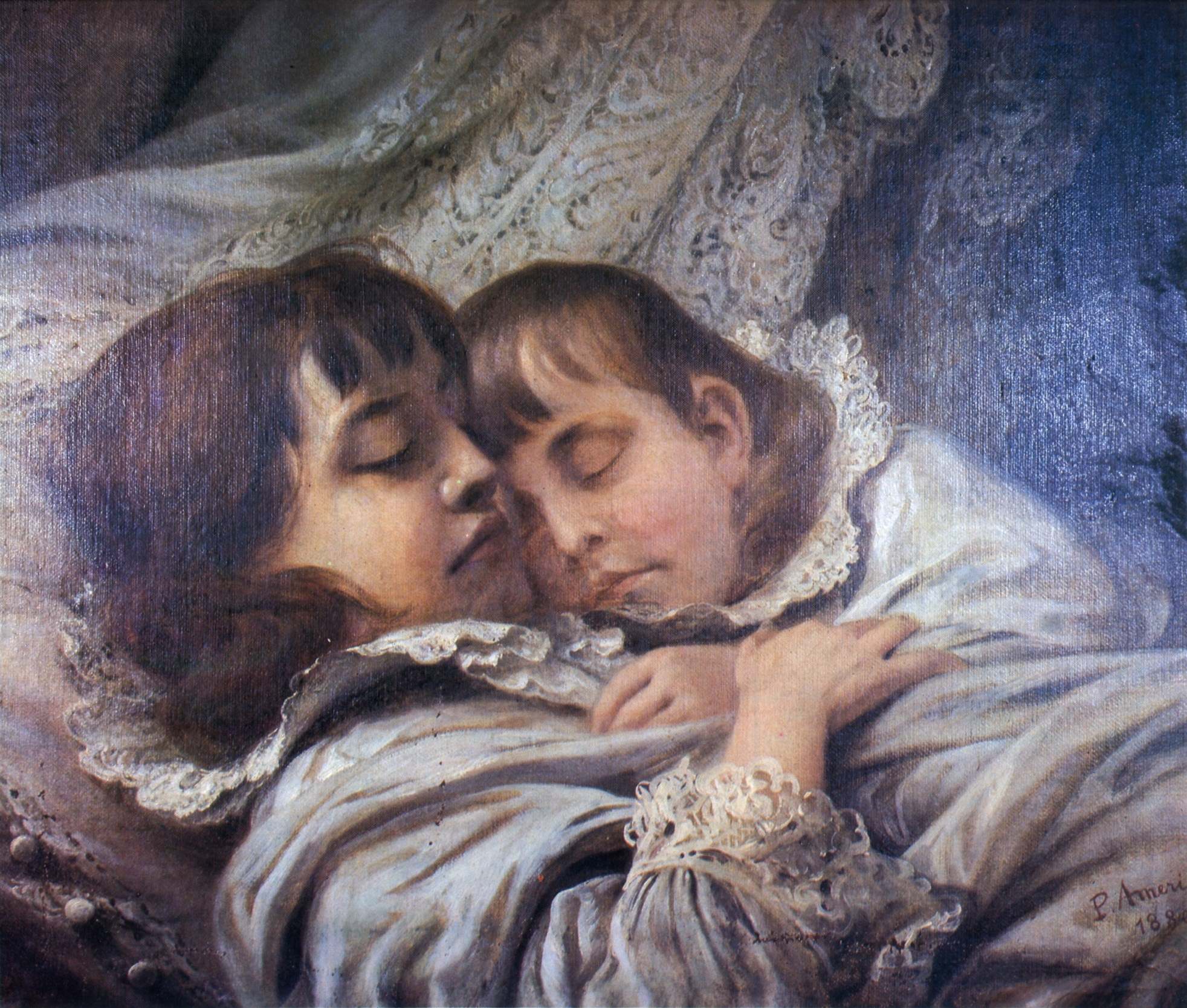
브라질의 화가 페르도 아메리코가 그린 《에드워드 4세의 아이들》

두 왕자의 실종 이후 무슨 일이 있었는 지에 대한 확고한 증거가 없기 때문에 여러 가지 가설들이 제기되어 있다. 대부분 실종 직후 살해되었을 것이라 보는 것이 통설이다. 살해되었다면 아마도 리처드 3세의 명령이 있었을 것이다.

### 리처드 3세
많은 역사가들이 리처드 3세를 지목한다. 실재 에드워드 5세가 정당한 왕위 계승자였음에도 리처드 3세가 둘을 런던탑에 가둔뒤 즉위하였기 때문이다. 이로서 리처드 3세는 요크 왕가의 마지막 왕이 되었다. 만일 에드워드 5세가 살아있었다면 리처드 3세는 왕위에 오를 수 없었고, 어린 조카는 삼촌의 정적으로 간주되었다. 1483년 두 왕자의 실종 이후 갖가지 소문이 떠도는 동안 리처드 3세는 단 한 번도 둘이 살아있다는 언급을 하지 않았다. 이는 리처드 3세가 둘의 죽음을 알고 있었다는 강한 방증으로 여겨졌다. 그러나 라파엘 홀린셔드의 1577년 《잉글랜드, 스코틀랜드, 아일랜드의 연대기》는 리처드가 "무고하게 조카를 살해했다는 억측에 시달렸지만 여전히 조카들을 사랑하였고… 큰 상금을 걸고 둘의 행방을 찾고자 하였다"고 쓰고 있다. 그러나 리처드 3세는 실종과 관련한 조사를 진행하지 않았으며 두 조카의 생사에 별다른 관심을 두지 않는듯 했다.
리처드 3세 본인은 두 왕자의 실종이 일어났을 때 요크 왕가의 본거지에 있었으므로 직접 둘을 죽인 것은 아니다. 그러나 두 왕자는 런던탑에서 리처드 3세 수하들의 감시하에 있었으므로 책임을 면하기는 어렵다. 리처드 3세가 조카들을 죽이라 명령하지 않았다고 하더라도 살해가 일어났을 때 이를 모르기란 오히려 쉽지 않은 일이었다. 토머스 모어와 폴리도르 베르길은 둘 다 리처드 3세의 수하였던 제임스 티렐을 범인으로 지목하고 있다. 티렐은 장미 전쟁 기간 동안 요크 왕가 편에서 많은 전투를 치른 기사로 장미 전쟁이 결착을 볼 무렵인 1502년 헨리 7세에게 사로잡혀 반역죄로 처형되었는데 심문 과정에서 자신이 리처드 3세의 명으로 두 왕자를 죽였다고 자백하였다. 이 때 심문관이 토머스 모어였으며 티렐에 대한 기록은 모어의 심문 기록 외에 없다. 그러나 그의 자백은 고문에 의한 것이었으며 두 왕자의 시신을 어디로 옮겼는 지 밝히지 못하였기 때문에 신빙성에 의문이 있다. 훗날 셰익스피어의 희곡은 이 기록에 따라 티렐을 두 왕자를 살해한 범인으로 묘사하고 있다.
당대의 대다수 기록이 리처드 3세가 직간접적으로 두 왕자의 살해에 책임이 있다고 서술하고 있고, 현대의 사학자들 다수도 이를 인정하고 있지다. 장미 전쟁의 승자인 헨리 7세는 리처드 3세가 폭군이자 살인자라며 "왕실 후손이 흘린 피"로 천인공노할 만행을 저질렀다고 비난하였다. "왕실 후손이 흘린 피"는 두 왕자의 죽음을 뜻하는 것으로 해석될 수 있다.

### 제2대 버킹검 공작 헨리 스태퍼드
리처드 3세의 오른팔이였던 제2대 버킹검 공작 헨리 스태퍼드는 가장 그럴듯한 용의자로 지목된다. 그는 1483년 11월 처형당했지만, 그 때는 이미 왕자들이 죽임을 당한 뒤였을 것이다. 버킹검 공작에게는 몇 가지 그럴만한 동기가 있었다. 버킹검 공작 헨리 스태퍼드는 부계쪽으로 제1대 랭커스터 공작 곤트의 존과 제1대 글로스터 공작 토머스를 통해 에드워드 3세와 연결되며 모계쪽으로도 뷰포트의 존을 통해 제1대 랭커스터 공작 곤트의 존과 연결된다. 그 역시 랭커스터 왕가의 일원이었으므로 내심 왕위를 노렸을 수 있다.
폴 머레이 켄달과 같은 사학자는 버킹검 공작을 가장 유력한 용의자로 지목한다. 헨리 스태퍼드는 1483년 10월 리처드 3세에게 반기를 들고 대척하면서 자신은 알지 못하는 사이에 리처드 3세가 두 왕자를 살해하였고 그 때문에 큰 충격을 받았다고 주장하였다. 그러나 당대에 포르투갈어로 작성된 문서는 헨리 스태퍼드도 두 왕자의 죽음에 관련되어 있었다고 서술하고 있다. "… 그리고 에드워드 국왕이 83세를 일기로 사망하자 그의 동생인 글로스터 공작은 자신의 형인 국왕의 두 아들 웨일스 공과 요크 공을 버킹검 공작의 손에 맡겼고 구금된 두 왕자는 굶주리다 죽음을 맞았다." 한 동안 행방을 알 수 없었다가 1980년 문장원에서 발견된 문서에서는 두 왕자를 죽인 자를 "버킹검 공작의 부관"이라고 지목하고 있다. 이 때문에 마이클 베닛은 버킹검 공작이나 티렐과 같은 리처드 3세의 수하가 군주의 명령을 기다리지 않고 독자적인 판단으로 왕자를 살해했을 수 있다고 추정한다. 그렇다면 아마도 리처드 3세는 사건이 일어난 뒤 한 달이 지나 런던에 도착했을 때야 보고를 받았을 것이다.
그러나 버킹검 공작이 단독으로 두 왕자를 살해하지 못할 두 가지 이유가 있다. 무엇보다도 만일 버킹검 공작이 단독으로 살해하였다면 리처드 3세는 재빨리 그를 국사범으로 체포하고 처형함으로써 자신은 아무런 관련이 없다는 명분을 쌓을 수 있게 된다. 그 다음 이유로 리처드 3세의 지원없이 헨리 스태퍼드가 런던탑에 들어가 왕자를 만날 수 있는 방법이 없었기 때문이다. 따라서 버킹검 공작이 독단으로 두 왕자를 살해하였다면 리처드 3세는 적어도 그 사실을 즉각 알게 되어 있었다. 제레미 포터는 헨리 스탠퍼드가 살해에 대해 유죄를 받게 되더라도 리처드 3세는 침묵으로 일관했을 것이라고 생각한다. 어차피 누구도 리차드 3세가 그들과 관련이 없다고는 생각하지 않을 것이기 때문이다. 포터는 한 발 더 나아가 버킹검 공작이 리처드 3세의 공조 또는 방조 속에 두 왕자를 죽였을 수 있다고 주장한다. 한편 버킹검 공작의 입장에서 두 왕자를 죽이는 것은 스스로 왕좌에 앉을 출발점이 될 수 있었다. 이 가설은 샤론 펜먼의 역사 소설 《장엄한 태양》(The Sunne in Splendour)의 소재가 되었다.

### 기타
장미 전쟁은 리처드 3세가 전투 중 사망하여 막을 내렸고 헨리 7세가 튜더 왕조 시대를 열었다. 이 때문에 헨리 7세가 랭커스터 가문의 왕위 후계자를 미리 제거하여 왕권을 노린 것이란 주장이 있다. 헨리 7세는 두 왕자의 누나인 요크의 엘리자베스와 혼인하였는데, 혼인 후로도 리처드 3세 시절 두 왕자의 왕위 계승 자격을 부정하기 위해 재정된 《티툴루스 레기우스》 법안이 존속되었기 때문에 헨리 7세 역시 두 왕자의 왕위계승권을 탐탁치 않게 여겼던 것은 사실이다. 이 외에도 헨리 7세의 모후인 제인 쇼어를 지목하는 가설도 있다.

## 영향
실재 어떤 일이 있었는 가와 상관 없이 리처드 3세는 당대에 이미 조카를 살해한 냉혹한 삼촌으로 지목되었다. 리처드 3세가 직접 죽이진 않았을 지라도 당대 사람들의 눈에 그는 왕위를 찬탈하기 위해 조카를 핍박한 냉혈한이었다. 훗날 헨리 7세가 되는 헨리 튜더는 이러한 리처드 3세의 악평을 이용하였다.
런던탑의 두 왕자는 역사를 다루는 소설, 희곡, 영화, 만화 등에 자주 등장하는 소재이다.